# 슬라이더 (컴퓨팅)

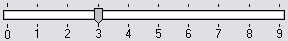
슬라이더 위젯 (수많은 스타일 중 하나)

슬라이더(slider) 또는 트랙 바(track bar)는 사용자가 인디케이터를 (보통은 수평으로) 움직임으로써 값을 설정할 수 있는 그래픽 제어 요소이다. 일부의 경우 사용자는 슬라이더 위의 점을 클릭하여 설정을 변경할 수 있다. 지속적이지 않으면서 디스플레이 포맷이나 화면상의 기타 정보를 변경하는 일 없이 값을 수정하기 위해 사용하는 스크롤바와는 구별한다.
미디어 플레이어 소프트웨어의 특정 재생 위치에 건너뛰거나 보기 위해 흔히 사용된다.